# Садовая (платформа ГЖД)
Садовая — железнодорожная платформа Горьковской железной дороги, находящаяся в черте Нижнего Новгорода (Автозаводский район, микрорайон Соцгород-II). Расположена на ветке, идущей от ст. Доскино до ст. Кустовая и Нижний Новгород-Автозавод.
Расположена между платформами Орловка и Счастливая. Обслуживала прилегающие огромные дачные массивы. В настоящее время платформа станции разобрана, поезда на ней не останавливаются.